# Saving Hope
Saving Hope é uma série médica canadense dos gêneros drama e sobrenatural, que gira em torno da vida dos médicos e enfermeiros do fictício Hope Zion Hospital em Toronto. É produzida pela eOne e ICF Films em associação com a CTV. Estreou em 7 de junho de 2012 pela CTV no Canadá e pela NBC nos Estados Unidos.

## Sinopse
A personagem central é a Dra. Alex Reid (Erica Durance), uma médica-cirurgiã que sofre um acidente de carro com seu colega de trabalho e noivo, Charlie Harris (Michael Shanks), o chefe de cirurgia no Hope Zion Hospital em Toronto. Alguns minutos depois do acidente, Charlie consegue fazer os primeiros socorros na motorista do outro carro e logo em seguida desmaia, entrando em um profundo coma. Alex fica desesperada com a situação, mas se une a outros médicos para juntos mantê-lo vivo na esperança de encontrar uma forma de trazê-lo de volta. Entre esses médicos está o seu antigo amor, Joel Goran (Daniel Gillies), o recém-chegado cirurgião do hospital. 
Enquanto permanece em coma, Charlie descobre que pode vagar em forma de espírito pelo hospital, preso entre dois mundos, tendo como companhia as almas daqueles que entram em coma ou morrem e estão de partida para o além.

## Elenco
| Ator               | Personagem                   | Cargo                                     | Temporadas | Temporadas | Temporadas | Temporadas   | Temporadas   |
| Ator               | Personagem                   | Cargo                                     | 1ª         | 2ª         | 3ª         | 4ª           | 5ª           |
| ------------------ | ---------------------------- | ----------------------------------------- | ---------- | ---------- | ---------- | ------------ | ------------ |
| Erica Durance      | Dra. Alex Reid               | Chefe Residente de Cirurgia               | Regular    | Regular    | Regular    | Regular      | Regular      |
| Michael Shanks     | Dr. Charles "Charlie" Harris | Chefe de Cirurgia e Cirurgião Ortopedista | Regular    | Regular    | Regular    | Regular      | Regular      |
| Daniel Gillies     | Dr. Joel Goran               | Cirurgião Ortopedista                     | Regular    | Regular    | Regular    | Ausente      | Ausente      |
| Huse Madhavji      | Dr. Shahir Hamza             | Chefe da Neurocirurgia                    | Regular    | Regular    | Regular    | Regular      | Regular      |
| Julia Taylor Ross  | Dr. Maggie Lin               | Médica-cirurgiã Residente do Terceiro Ano | Regular    | Regular    | Regular    | Regular      | Regular      |
| Kristopher Turner  | Dr. Gavin Murphy             | Residente de Psiquiatria                  | Regular    | Regular    | Recorrente | Ausente      | Ausente      |
| Benjamin Ayres     | Dr. Zach Miller              | Doutor de ER                              | Regular    | Regular    | Regular    | Regular      | Regular      |
| Glenda Braganza    | Dr. Melanda Tolliver         | Doutora de UTI                            | Regular    | Regular    | Regular    | Ausente      | Ausente      |
| Salvatore Antonio  | Victor Reis                  | Enfermeiro de OR                          | Regular    | Regular    | Ausente    | Ausente      | Ausente      |
| K. C. Collins      | Dr. Tom Reycraft             | Chefe Residente de Cirurgia               | Regular    | Regular    | Recorrente | Recorrente   | Ausente      |
| Wendy Crewson      | Dra. Dana Kinney             | Chefe da Cirurgia plástica                | Regular    | Recorrente | Recorrente | Recorrente   | Regular      |
| Joseph Jomo Pierre | Jackson Wade                 | Enfermeiro de UTI                         | Recorrente | Regular    | Regular    | Regular      | Regular      |
| Michelle Nolden    | Dra. Dawn Bell               | Cardiologista                             | Recorrente | Regular    | Regular    | Regular      | Regular      |
| Stacey Farber      | Dra. Sydney Katz             | Ginecologista e Obstetra                  | Ausente    | Ausente    | Regular    | Participação | Participação |
| Danso Gordon       | Dr. Rian Larouche            |                                           | Ausente    | Ausente    | Regular    | Ausente      | Ausente      |
| Milton Barnes      | Dr. Wayne Sharpe             |                                           | Ausente    | Ausente    | Recorrente | Regular      | Regular      |
| Dejan Loyola       | Dev Sekara                   |                                           | Ausente    | Ausente    | Ausente    | Regular      | Regular      |
| Kim Shaw           | Cassie Williams              | Residente Júnior                          | Ausente    | Ausente    | Ausente    | Regular      | Regular      |
| Parveen Kaur       | Asha Mirani                  |                                           | Ausente    | Ausente    | Ausente    | Regular      | Ausente      |
| Peter Mooney       | Jeremy Bishop                |                                           | Ausente    | Ausente    | Ausente    | Regular      | Participação |
| Nicole Underhay    | Kristine Fields              |                                           | Ausente    | Ausente    | Ausente    | Regular      | Ausente      |
| Jarod Joseph       | Emanuel Palmer               |                                           | Ausente    | Ausente    | Ausente    | Ausente      | Regular      |

## Exibição
| Temporada | Temporada | Episódios | Exibição original      | Exibição original       |
| Temporada | Temporada | Episódios | Estreia de temporada   | Final de temporada      |
| --------- | --------- | --------- | ---------------------- | ----------------------- |
|           | 1.ª       | 13        | 7 de junho de 2012     | 13 de setembro de 2012  |
|           | 2.ª       | 18        | 25 de junho de 2013    | 27 de fevereiro de 2014 |
|           | 3.ª       | 18        | 22 de setembro de 2014 | 18 de fevereiro de 2015 |
|           | 4.ª       | 18        | 24 de setembro de 2015 | 14 de fevereiro de 2016 |
|           | 5.ª       | 18        | 12 de março de 2017    | TBA                     |

- Depois de números decepcionantes na audiência, a NBC não transmitiu nem os últimos dois episódios da primeira temporada, disponibilizando-os apenas online em seu site.
- Em 16 de novembro de 2012, a CTV anunciou que tinha acrescentado mais cinco episódios para a segunda temporada, totalizando dezoito episódios.
- Em 7 de novembro de 2013, a CTV renovou para uma terceira temporada de dezoito episódios.
- Em setembro de 2014, o Ion Television anunciou uma parceria com eOne Television e adquiriu os direitos de transmissão de todas as temporadas nos Estados Unidos.[2]
- Em 10 de novembro de 2014, a CTV renovou para uma quarta temporada de dezoito episódios. As filmagens recomeçaram entre os meses de junho a agosto de 2015, em Toronto (acomodando assim a participação de Daniel Gillies tanto nesta produção quanto em Os Originais).[3]
- A série teve as cinco temporadas exibidas pelo TVSéries em Portugal.[4][5]
- A série teve a primeira temporada exibida no Brasil pelo GNT.[6]